# Stoner's EP
Stoner's EP è un EP del rapper Snoop Dogg, pubblicato nel 2012.

## Tracce
1. 1st We Blaze It Up – 3:53
2. Stoner's Anthem – 3:55
3. Show You How a Gangsta Do – 3:52
4. Make It Hot – 3:45
5. Breathe It In – 4:50
6. It's Gettin' Harder (Interlude) – 0:58
7. Weekend Lovers (performed by Chris Starr) – 3:31
8. Need It In My Life (performed by Ndastree) – 3:29
9. Really Wanna Be with You – 5:35
10. Can You Take Me (performed by Hustle Boyz) – 5:18